# 요엘 레비
요엘 레비는 이스라엘 음악가이자 지휘자이다. 루마니아에서 출생한 그는 이스라엘에서 자라나 텔아비브 음악 아카데미에서 공부했으며 이곳에서 뛰어난 성적으로 예술학 석사학위를 취득했다. 또한 예루살렘 음악 아카데미에서 멘디 로댕의 지도하에 공부를 이어갔다. 그는 프랑코 페레라와 함께 이탈리아 시에나와 로마에서, 그리고 키릴 콘드라신과 함께 네덜란드 및 런던의 길드홈 음악연극학교에서 같이 공부한 사이이기도 하다.
1978년 프랑스 브장송에서 열린 국제 지휘경연대회에서 1위를 거머쥔 그는 로린 마젤의 조수로서 그리고 클리브랜드 오케스트라의 전임지휘자로서6년동안 활약했다. 이후 그는 1988년부터 2000년대까지 12년간 애틀랜타 심포니 오케스트라 감독으로서 경력을 쌓았다. 그리고 이 기간 동안 영국의 음악전문지 그라모폰은 그가 오케스트라의 예술적 기준에 끼친 긍정적인 영향을 칭송하기도 하였다.
2014년 1월부터 2019년 12월까지 6년간 KBS 교향악단의 음악감독이자 수석지휘자로서 지휘봉을 잡은 바 있다. 그는 세계 유수의 많은 오케스트라 악단의 수장으로, 교향악, 가극 및 서정적인 연주를 통해서, 혹은 그의 디스코그라피 등으로 명성을 전 세계에 떨친 인물이기도 하다.
'요엘레비는 그와 그가 이끄는 오케스트라의 명성을 드높였으며 뉴욕, 필라델피아, 클리브랜드, 보스턴, 시카고 등 미국 빅 5 악단들에게 부러움의 대상이 되고 있다.’
위 평은 1991/92년 제 1회 국제 클래식 음악 어워즈에서 애틀랜타 심포니 오케스트라가 “올해의 오케스트라” 상에 노미네이트되면서 재청(再請)되기도 하였다.
요엘레비는 클리브랜드 오케스트라, 런던필하모닉, 필하모니아 관현악단, 브뤼셀 필하모닉, 그리고 이스라엘 필하모닉과 같이 다양한 오케스트라를 맡으며 40개가 넘는 곡들을 다양한 레이블에 수록해왔다. 이중 30개가 넘는 곡들이 애틀랜타 심포니 오케스트라와 연주한 곡이며 텔락(음반사)에서 발표되었다. 바버, 베토벤, 브람스, 코플란드, 도나니, 드보르작, 하이든, 힌데미트, 코다이, 말러, 멘델스존, 무소륵스키, 닐센, 프로코피예프, 푸치니, 라벨, 로시니, 생쟌느, 숀버그, 쇼스타코비치, 시벨리우스, 스트라빈스키, 차이코프스키 등 그는 유수의 음악가들을 기리며 그의 음악을 녹음해왔다.
이후 2001년 6월 그는 프랑스 정부로부터 문화예술 공로훈장 기사장을 수상하였다.